# Mellicta divergens
Mellicta divergens är en fjärilsart som beskrevs av Rocci 1930. Mellicta divergens ingår i släktet Mellicta och familjen praktfjärilar. Inga underarter finns listade i Catalogue of Life.